# Allegheny (rivier)
De Allegheny is een zijrivier van de Ohio in het oosten van de Verenigde Staten. De rivier is 523 kilometer lang en stroomt voornamelijk door de staat Pennsylvania en een klein gedeelte door New York.
De bron van de Allegheny ligt in Potter County en na een omzwerving door de staat New York stroomt hij weer Pennsylvania binnen en ontmoet de Monongahela bij de stad Pittsburgh, waar beide samengaan als de rivier de Ohio.
- Gemeinsame Normdatei: 4629901-4
- Library of Congress Control Number: sh85003638
- National Archives and Records Administration: 10046764
- Nationale Bibliotheek van Tsjechië: ge433694
- Nationale Bibliotheek van Israël: 987007293923205171
- Virtual International Authority File: 234783312